# 코워브제크 등대

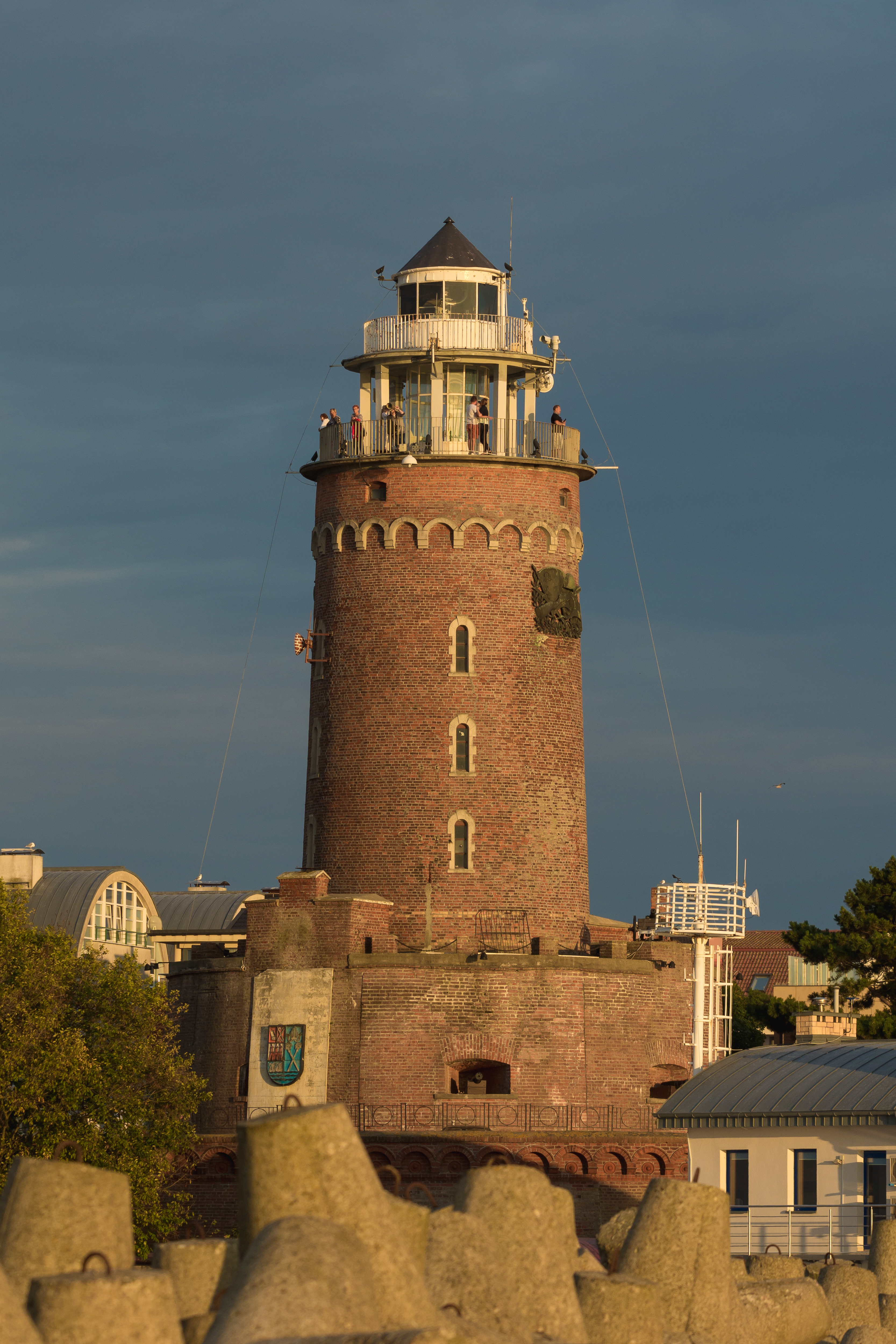
코워브제크 등대

코워브제크 등대(폴란드어: Latarnia morska Kołobrzeg)는 폴란드 서포모제주 코워브제크에 있는 등대다. 이 등대가 위치한 코워브제크는 폴란드의 발트해 해안에 있으며 1899년에 건축되었다.